# Skodde
 Ikke at forveksle med Skotter (maritim) og Skotte.
En skodde er en plade eller tremmeværk der kan svinges ind foran et vindue. Skodder kan bruges af en række forskellige årsager, herunder at kontrollere mængden af sollys, der kommer ind i et rum, for at give privatliv, sikkerhed, for at beskytte mod vejr eller uønsket indtrængen eller skade og for at forbedre en bygnings æstetik.